# Joonas Cavén
Joonas Ilmari Cavén (Nokia, 9 gennaio 1993) è un ex cestista finlandese.

## Palmarès
- Campionato finlandese: 1

Tampereen Pyrintö: 2010-11